# ガエータ
ガエータ（伊: Gaeta）は、イタリア共和国ラツィオ州ラティーナ県にある、人口約19,000人の基礎自治体（コムーネ）。ティレニア海に面する。軍港があり、アメリカ海軍の第六艦隊の母港となっている。

## 地理

### 位置・広がり

#### 隣接コムーネ
隣接するコムーネは以下の通り。
- フォルミア
- イトリ

### 気候分類・地震分類
ガエータにおけるイタリアの気候分類 (it) および度日は、zona C, 938 GGである。
また、イタリアの地震リスク階級 (it) では、zona 3A (sismicità bassa) に分類される。

## 歴史
スペイン継承戦争中の1707年、ハプスブルク帝国軍に7月から9月まで3ヶ月間包囲された末、要塞を破壊された。それから27年後のポーランド継承戦争中の1734年4月8日から8月6日までフランス、スペイン連合軍に包囲された末、陥落した（ガエータ包囲戦）。
1806年、第三次対仏大同盟に参加したナポリ王国の支配下にあったが、2月26日よりアンドレ・マッセナ元帥の率いるフランス軍により包囲され7月18日占領された。その後1815年5月28日から8月8日までオーストリア、イギリスの連合軍に包囲された後、陥落した。
1860年11月5日から1861年2月13日までサルデーニャ王国と両シチリア王国の間で戦いが行われた。

## 行政
- 広域行政組織である山岳部共同体（イタリア語版）「モンティ・アウルンチ山岳部共同体」 (it:Comunità montana dei Monti Aurunci) （事務所所在地: スピーニョ・サトゥルニア）に属する。

## 舞台作品
- 『大追跡』（1965年、仏・伊・西合作コメディ映画）

## 姉妹都市
- フロンティニャン、フランス
- ケンブリッジ (マサチューセッツ州)、アメリカ合衆国
- モービル (アラバマ州)、アメリカ合衆国
- ソマーヴィル、アメリカ合衆国
- ツェティニェ、モンテネグロ
- Babolsar、イラン